# Xysticus humilis
Xysticus humilis är en spindelart som beskrevs av James H. Redner och Charles Denton Dondale 1965. Xysticus humilis ingår i släktet Xysticus och familjen krabbspindlar. Inga underarter finns listade i Catalogue of Life.

## Bildgalleri